# Nhánh vòng

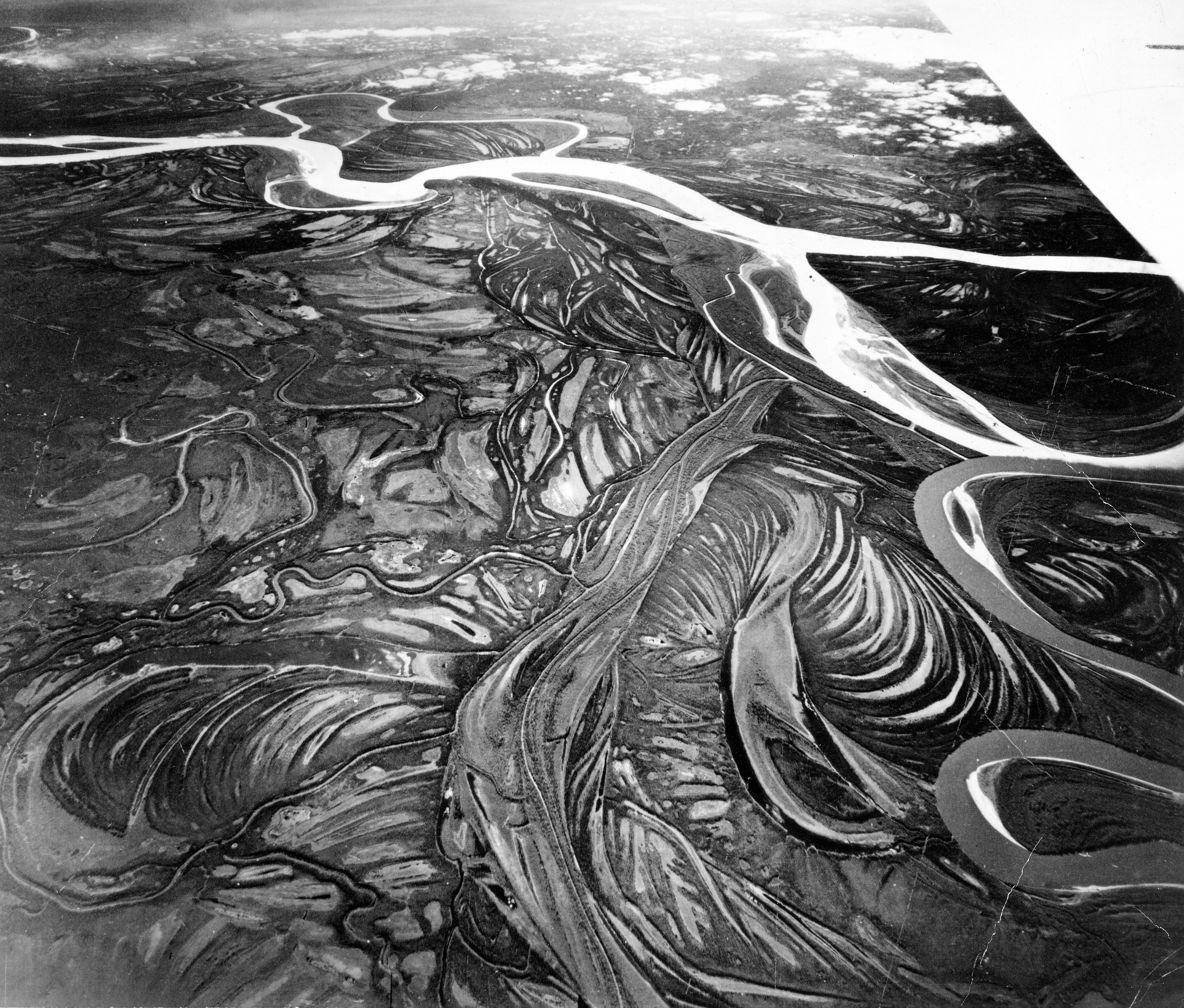
Anabranches tại ngã ba sông Yukon và sông Koyukuk ở Alaska, ngày 24 tháng 8 năm 1941.

Nhánh vòng (tên tiếng Anh là Anabranch) là một phần của một dòng sông hoặc dòng chảy từ kênh chính hoặc thân của dòng nước tách ra khỏi dòng chảy chính và nối lại dòng chảy chính ở hạ lưu. Nhánh vòng ở tùy đặc điểm địa lý địa phương khác nhau mà có thể là kết quả là các hòn đảo trong nguồn nước. Trong các nhánh vòng lớn hơn, dòng chảy có thể phân kỳ trong khoảng cách vài km trước khi nối lại kênh chính.

## Sử dụng từ và các điều khoản liên quan
Thuật ngữ "anabranch", trong ý nghĩa thủy văn của nó, được sử dụng thường xuyên hơn ở Úc so với phần còn lại của thế giới nói tiếng Anh.
Thuật ngữ sông anabranching (sông có nhánh vòng) được dùng để mô tả một dòng sông có nhiều nhánh vòng, trong khi một dòng sông anastomizing là một khái niệm có đặc điểm giàu hữu cơ của loại sông này.
Thuật ngữ sông phân dòng mô tả các dòng nước được chia bởi các đảo nhỏ thành nhiều luồng kênh trong một kênh chính duy nhất, nhưng thuật ngữ này không được dùng để mô tả nhiều kênh của một dòng sông đang phát triển.
Phân lưu là một nhánh của một dòng sông không nối lại kênh chính; chúng phổ biến ở các khu vực trên và gần đồng bằng sông.
Bayou thường là một nhánh vòng.
Một nhánh vòng bị cắt khỏi kênh chính trở thành hồ oxbow.

## Ví dụ
Sông Magdalena, ở Colombia, phân nhánh ở El Banco ở hai nhánh: Brazo de Loba (Chi nhánh Shewolf ở Tây Ban Nha) và Brazo de Mompox. Đầu tiên, Brazo de Loba là kênh điều hướng chính và là 177   dài km. Brazo de Mompox do đó là nhánh vòng. Có một số nhánh khác đan xen giữa hai nhánh chính đó, được kết nối với nhau bởi các đầm lầy ("cienágas"), các nhánh chính là Quitasol, Chicagua và La Victoria. Giữa Brazo de Loba và Brazo de Mompox là đảo Mompox hoặc Đảo Margarita, một khối địa chất chìm 2.200 km2 giữa các đứt gãy của Chicagua và El Romeral. Ở đồng bằng sông Fraser thuộc British Columbia, Canada, sông North Arm Fraser, Middle Arm Fraser River và South Arm Fraser River rơi vào eo biển Georgia. Mặt khác, đảo Annacis tách sông Fraser (South Arm) thành Kênh Annieville (chính) và Kênh Annacis (nhỏ hơn) nối lại bên dưới đảo.
Ở phía tây New South Wales, nhánh vòng Great Darling là dòng chảy gốc của sông Darling, phân chia về phía nam của Menindee và kéo dài tới 460   km trước khi gia nhập sông Murray. Nhánh vòng này chỉ có nước chảy trong những năm ẩm ướt. Ở sa mạc Lower Simpson, ở Nam Úc, Kallakoopah Lạch là một vùng đất của sông Warburton chảy trong trận lũ lớn Warburton sâu trên 5m. Kallakoopah dài khoảng 400 km và các thành viên của Câu lạc bộ du thuyền Lake Eyre và những người khác đã sử dụng nó để đi một tuyến đường vòng đến hồ Eyre bằng cách đi xuống Kallakoopah và trở về qua Warburton.
Bahr el Zeraf ở miền nam Sudan tách ra từ khu vực Bahr al Jabal của sông Nile trắng và chảy trong 240   km (150   mi), trước khi gia nhập ngược dòng sông Nile trắng từ Malakal. Có chiều dài khoảng 15 km   Charters Towers (Queensland / Australia) là một phần của sông Burdekin được gọi là 'anabranch'. Dải nước này tách biệt với dòng chảy chính và thường khô trong những tháng nắng hơn. Một khi có mưa, nó sẽ gặp lại dòng sông và ngập trong nước. Nó được biết đến với hoạt động câu cá barramundi.